# Waschhaus (Trémont-sur-Saulx)

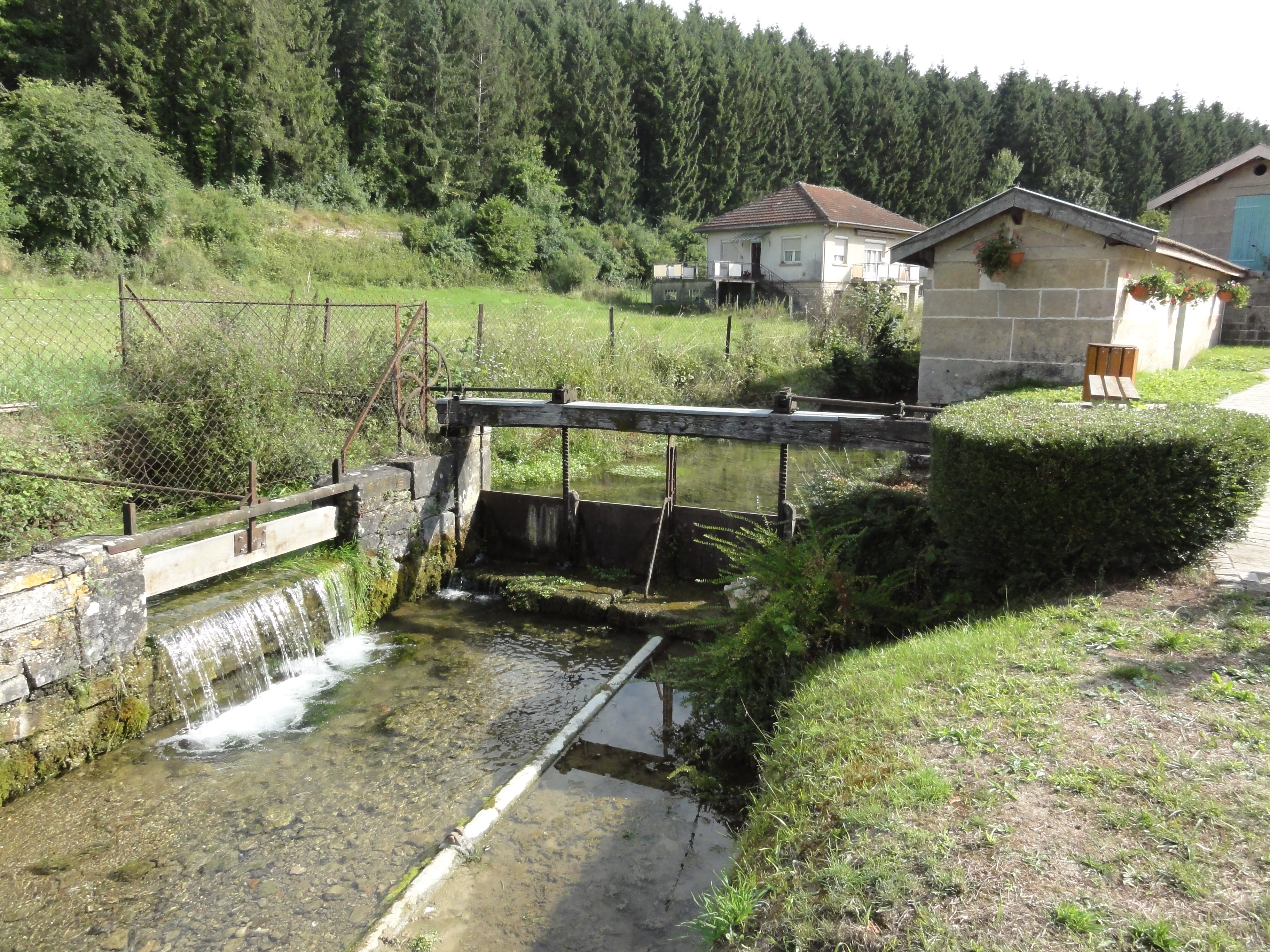
Waschhaus in Trémont-sur-Saulx

Das Waschhaus (französisch lavoir) in Trémont-sur-Saulx, einer französischen Gemeinde im Département Meuse in der Region Grand Est, wurde im 19. Jahrhundert errichtet. 
Das öffentliche Waschhaus aus Sandsteinmauerwerk mit Satteldach steht am Bach Saint-Sébastien, einem Zufluss der Saulx. 